# Sargent
Sargent és una població dels Estats Units a l'estat de Nebraska. Segons el cens del 2000 tenia 649 habitants.

## Demografia
Segons el cens del 2000, Sargent tenia 649 habitants, 279 habitatges, i 174 famílies. La densitat de població era de 281,6 habitants per km².
Dels 279 habitatges en un 23,3% hi vivien nens de menys de 18 anys, en un 53% hi vivien parelles casades, en un 7,9% dones solteres, i en un 37,6% no eren unitats familiars. En el 37,6% dels habitatges hi vivien persones soles el 22,9% de les quals corresponia a persones de 65 anys o més que vivien soles. El nombre mitjà de persones vivint en cada habitatge era de 2,18 i el nombre mitjà de persones que vivien en cada família era de 2,83.
Per edats la població es repartia de la següent manera: un 23% tenia menys de 18 anys, un 4,6% entre 18 i 24, un 20,2% entre 25 i 44, un 21,1% de 45 a 60 i un 31,1% 65 anys o més.
L'edat mediana era de 47 anys. Per cada 100 dones de 18 o més anys hi havia 79,9 homes.
La renda mediana per habitatge era de 24.559 $ i la renda mediana per família de 30.714 $. Els homes tenien una renda mediana de 24.135 $ mentre que les dones 21.750 $. La renda per capita de la població era de 13.962 $. Aproximadament el 16,1% de les famílies i el 16,3% de la població estaven per davall del llindar de pobresa.

## Poblacions més properes
El següent diagrama mostra les poblacions més properes.